# Konrad II của Thánh chế La Mã
Konrad II (k. 989/990 – 4 tháng 6 năm 1039), còn được biết đến với tên gọi Konrad Già (Konrad der Ältere) hay Konrad nhà Salic (Konrad der Salier), là hoàng đế của Đế quốc La Mã Thần thánh từ năm 1027 cho đến khi qua đời năm 1039. Là vị hoàng đế đầu tiên trong số bốn hoàng đế nhà Salier trị vì trong một thế kỷ cho đến năm 1125, Konrad cai trị các vương quốc Đức (từ 1024), Ý (từ 1026) và Burgundy (từ 1033).